# Ил Гето (Пезаро и Урбино)
Ил Гето је насеље у Италији у округу Пезаро и Урбино, региону Марке.
Према процени из 2011. у насељу је живело 22 становника. Насеље се налази на надморској висини од 96 м.